# Concours Eurovision de la chanson 2010
Share The Moment
- Pays participants qualifiés pour la finale
- Pays participants éliminés en demi-finale
- Pays ayant participé dans le passé

Moscou 2009 Düsseldorf 2011
Le Concours Eurovision de la chanson 2010 a été la cinquante-cinquième édition du concours. Il s'est déroulé les mardi 25, jeudi 27 et samedi 29 mai 2010, à Bærum, dans la banlieue d'Oslo, en Norvège. Le slogan de cette édition est Share the Moment (en français Partagez l'instant).
Il a été remporté par l'Allemagne, avec la chanson Satellite, interprétée par Lena Meyer-Landrut. L'Allemagne ayant obtenu 246 points, La Turquie et la Roumanie complètent le podium avec respectivement 170 et 162 points .

## Organisation

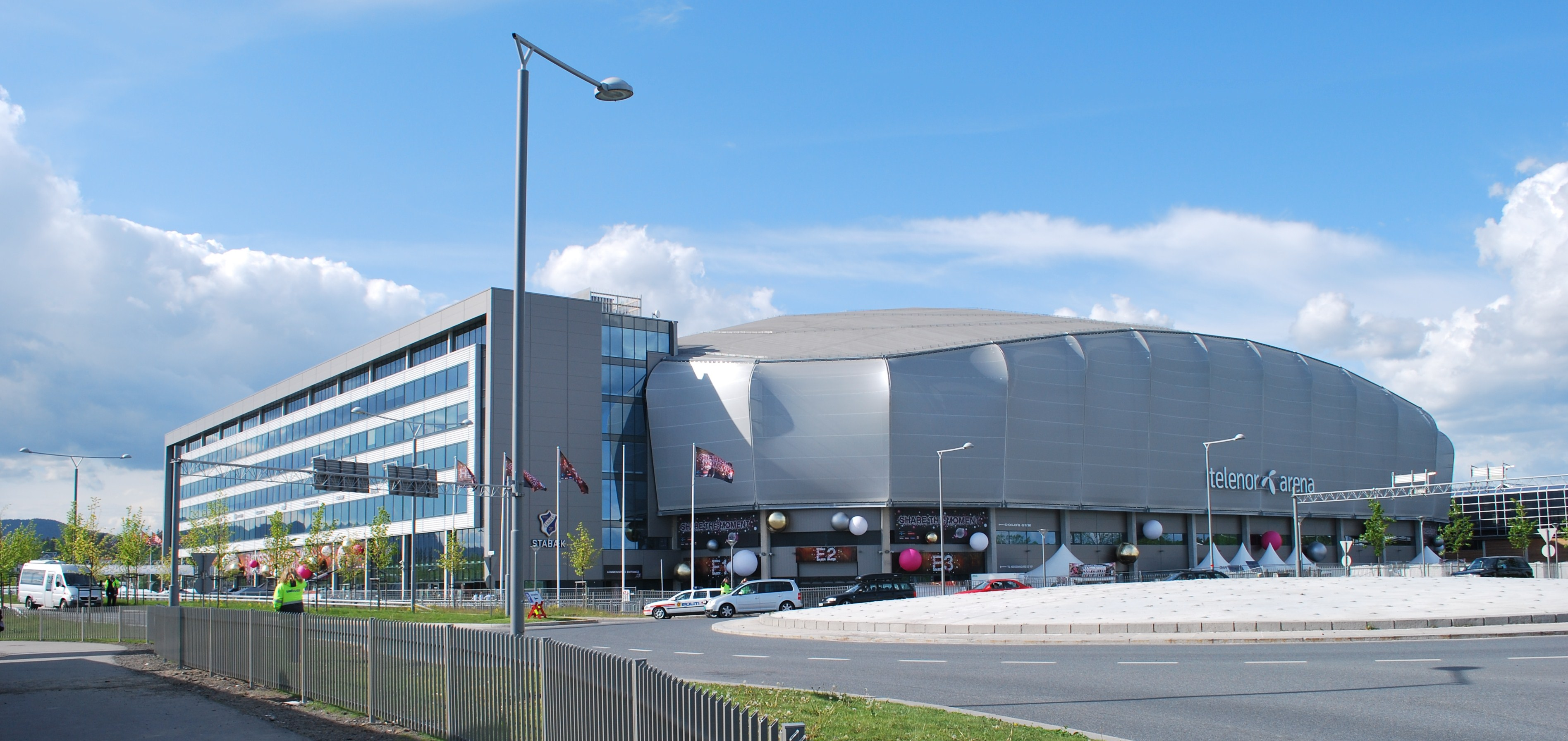
La Telenor Arena.

La Norvège, qui avait remporté l'édition 2009, se chargea de l’organisation de l’édition 2010. Le budget alloué fut de 24 millions d’euros (plus précisément 211 millions de couronnes norvégiennes), un montant à la fois inférieur à celui de l’édition 2009 et supérieur à celui de l’édition 2008. Ce budget fut décidé conjointement par le ministre de la culture norvégien, Trond Giske, et le directeur général de la NRK, Hans-Tore Bjerkaas. Néanmoins, pour le réunir, la télévision publique norvégienne dut vendre ses droits de diffusion de la Coupe du monde de football 2010.
Oslo fut rapidement choisie comme ville-hôte. La capitale norvégienne était en effet la seule ville du pays dotée des infrastructures nécessaires à pareil évènement. La production hésita un temps entre l'Oslo Spektrum, où avait déjà été organisé le concours en 1996, et la Telenor Arena, stade couvert inauguré en 2009. Cette dernière fut finalement choisie, car elle avait une capacité d'accueil supérieure : 23 000 personnes au total.
L’éruption du volcan islandais Eyjafjöll, à partir du 20 mars 2010, vint perturber la bonne organisation du concours. De nombreuses liaisons aériennes furent suspendues à cause du nuage de cendres produit par le volcan. Cela retarda le planning initial de l’équipe norvégienne chargée de la réalisation des cartes postales. L’arrivée des délégations étrangères pour les répétitions en fut également compliquée. Certaines durent trouver des modes de transport de remplacement et recourir au train ou au bateau pour gagner Oslo.

## Nouvelles règles
L’UER décida d’harmoniser le système de vote entre la finale et les demi-finales. Le système employé l’année précédente pour la finale fut ainsi étendu à ces dernières. Chaque pays devrait désormais établir deux classements : le premier selon les votes des téléspectateurs ; le second selon les votes d'un jury de cinq spécialistes. Les deux classements seraient ensuite additionnés, en prenant comme base les places obtenues par chaque chanson. La moyenne des classements respectifs donnerait les résultats finaux du pays. En cas d'égalité entre deux chansons dans les résultats finaux, le classement des téléspectateurs l'emporterait sur celui du jury.
Pour la toute première fois, les téléspectateurs purent voter pour leurs chansons favorites dès le début de la retransmission, et non plus après que tous les concurrents soient passés sur scène.

## Pays participants
Trente-neuf pays participèrent au cinquante-cinquième concours.
La Géorgie fit son retour, après son désistement polémique de l’année précédente. Quatre pays se retirèrent, essentiellement pour des raisons financières : Andorre, la Hongrie, le Monténégro et la Tchéquie.
Initialement, la Lituanie avait annoncé son retrait, également pour des raisons financières. Le pays revint cependant sur sa décision, une fois les fonds nécessaires trouvés.

## Tirages au sort

Pays participant à la première demi-finale
Pays pré-qualifié votant dans la première demi-finale
Pays participant à la deuxième demi-finale
Pays pré-qualifié votant dans la deuxième demi-finale

Les tirages au sort des ordres de passage se déroulèrent en plusieurs étapes. Premièrement, le partenaire commercial de l’UER pour le télévote, l’entreprise allemande Digame, répartit les demi-finalistes en cinq lots, selon leur historique de vote et leur proximité géographique.
| Lot 1                                                                             | Lot 2                                                                   | Lot 3                                                                        | Lot 4                                                              | Lot 5                                                            |
| --------------------------------------------------------------------------------- | ----------------------------------------------------------------------- | ---------------------------------------------------------------------------- | ------------------------------------------------------------------ | ---------------------------------------------------------------- |
| - Albanie - Bosnie-Herzégovine - Croatie - Macédoine - Serbie - Slovénie - Suisse | - Danemark - Estonie - Finlande - Islande - Lettonie - Lituanie - Suède | - Azerbaïdjan - Biélorussie - Géorgie - Israël - Moldavie - Russie - Ukraine | - Arménie - Belgique - Chypre - Grèce - Malte - Pays-Bas - Turquie | - Bulgarie - Irlande - Pologne - Portugal - Roumanie - Slovaquie |

Ensuite, le 7 février 2010, fut procédé au tirage au sort des ordres de passage pour les demi-finales. La moitié des pays de chaque lot furent inscrits dans la première demi-finale ; l'autre, dans la deuxième. Quant aux finalistes automatiques, l’Allemagne, l’Espagne et la France furent inscrits dans la première demi-finale ; la Norvège et le Royaume-Uni, dans la deuxième.

## Format et thème
Le superviseur délégué sur place par l'UER fut Svante Stockselius. Ce fut la dernière fois qu'il occupa cette fonction, ayant officié depuis 2004.
L'identité visuelle du concours fut basée sur une série de bulles dorées, argentées et roses. Elles symbolisaient le rassemblement des personnes et la diversité des émotions, entourant le concours. Le slogan retenu fut « Share The Moment » (Partage le moment).
Pour la première fois depuis 2002, la scène ne comportait aucun écran LED. Elle se composait d’un podium principal circulaire, entouré d’une bordure de dalles blanches lumineuses et relié par une rampe à un podium secondaire, lui aussi circulaire. Le plancher du podium principal était composé de carrés de plexiglas, illuminés par-dessous ; celui du podium secondaire était noir et opaque. L’arrière-fond était composé de multiples spots lumineux. Différents éléments de décor pouvaient être descendus des cintres, notamment des voilages blancs, des rideaux sombres et des chapelets de sphères rappelant le logo.

## Présentateurs
Les présentateurs des trois soirées furent Erik Solbakken, Haddy Jatou N'jie et Nadia Hasnaoui. Ce fut la première fois depuis 1999 que le concours fut présenté simultanément par trois personnes. Tous les trois s'exprimèrent en anglais et français, ajoutant quelques mots en norvégien.
Erik Solbakken et Haddy Jatou N'jie se chargèrent plus particulièrement des interventions depuis la green room et Nadia Hasnaoui, des procédures de vote.

## Cartes postales
Pour la toute première fois, les cartes postales furent projetées virtuellement dans la salle, au-dessus du public. Les lumières commençaient par s'éteindre complètement et des sphères dorées formaient la carte du pays participant. S'ouvrait un écran virtuel sur lequel était projetée une vidéo montrant des fans du concours qui se rassemblaient dans la capitale du pays. Ensuite, la caméra dévoilait la montée sur scène des concurrents, avant que les sphères ne forment le drapeau national du pays.
Les cartes de l’Arménie, de l’Azerbaïdjan, d'Israël et de la Serbie ne furent pas montrées entièrement, afin d’éviter toute polémique sur leurs frontières terrestres.

## Première demi-finale
La première demi-finale eut lieu le mardi 25 mai 2010 et dura près de deux heures.
Dix-sept pays concoururent pour une des dix places en finale. L’Allemagne, l’Espagne et la France votèrent dans cette demi-finale.
La prestation des représentants moldaves, le groupe SunStroke Project, engendra un phénomène Internet semblable à celui du Rickroll. Le solo du saxophoniste Sergey Stepanov se répandit de façon virale et connut la célébrité sous le nom d’Epic Sax Guy.
Les paroles de la chanson slovaque, Horehronie, avait été écrite par le célèbre poète Kamil Peteraj. Il s'agissait d'une ode à la région montagneuse éponyme, située au centre de la Slovaquie et traversée par la rivière Hron.
Ce fut la première fois depuis 1998 que la chanson représentant la Grèce était écrite entièrement en grec moderne.
Initialement, les représentants biélorusses devaient interpréter la chanson Far Away. Mais, avant la date butoir fixée par l'UER, ils décidèrent de changer de morceau et optèrent finalement pour Butterflies.

### Ouverture
La première demi-finale débuta par une vidéo montrant les sphères du logo, en suspension dans les rues d'Oslo. Elles se réunirent dans le ciel étoilé pour faire apparaître le slogan « Share The Moment ». La caméra fit une plongée sur la salle, puis dévoila les trois présentateurs, debout au milieu du public. Nadia Hasnaoui lança la phrase rituelle : « Good evening, Europe ! » La caméra parcourut le public, tandis que les présentateurs montaient sur le podium secondaire d'où ils firent les présentations d'usage.

### Pauses commerciales
Durant la première pause commerciale, Erik Solbakken et Haddy Jatou N'jie firent une intervention depuis la green room.
Durant la seconde pause, fut montrée une vidéo sur la semaine des répétitions.

### Entracte

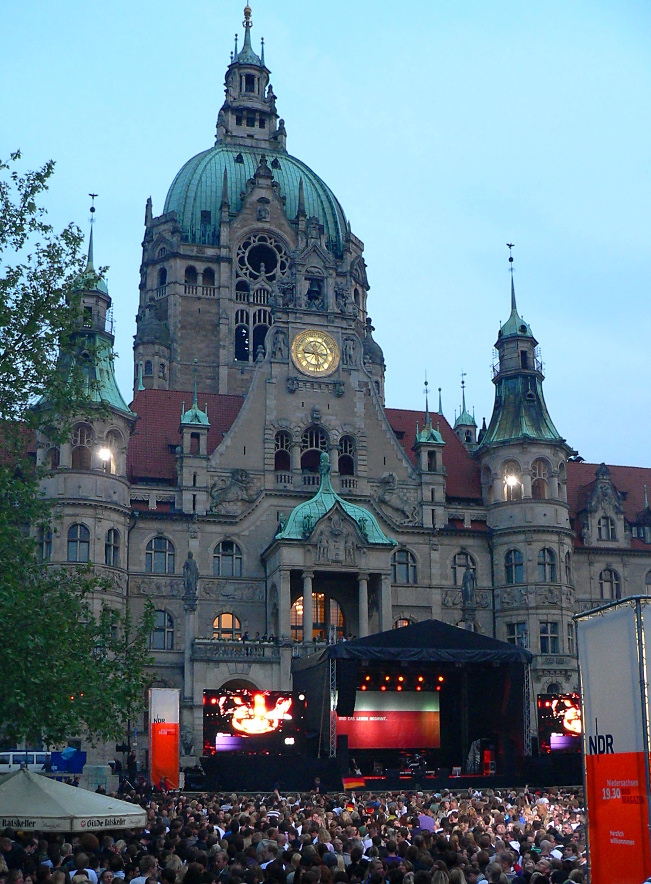
Rassemblement devant l'écran géant installé par la NDR à Hanovre, ville natale de Lena Meyer-Landrut.

Le spectacle d'entracte débuta par une vidéo montrant Erik Solbakken guidant un groupe de fans à travers Oslo. Mais à chaque endroit visité, les fans se désintéressèrent des explications d’Erik Solbakken au profit des caméras qui les filmaient.
Puis, Nadia Hasnaoui revint sur la scène et expliqua que l’Europe comptait un grand nombre de langues et de cultures différentes ; mais que ce soir, tous les pays partageaient une musique et des sons semblables. Elle introduisit un montage vidéo, intitulé Human Sounds. Celui-ci remontait aux origines des sons et de la musique des hommes. Furent ainsi montrés des Européens produisant des sons avec leur bouche, des extraits de chants traditionnels et religieux, des morceaux de claquettes, d’opéra, de musique contemporaine. En guise de final, les acteurs, apparus dans le montage et appartenant au Chœur philharmonique d'Oslo et à la Bårdar Dance Academy, montèrent sur scène pour interpréter un ballet contemporain.
Nadia Hasnaoui toucha ensuite un mot des difficultés rencontrées par certaines délégations pour atteindre Oslo, à la suite de l'éruption de l’Eyjafjöll. Elle interviewa un fan venu spécialement d’Afrique du Sud pour assister au concours, ainsi que Magdalena Mroziński, la sœur du représentant polonais, Marcin Mroziński. L’entracte se conclut par la présentation des cinq chansons déjà qualifiées pour la finale.

### Vote
Les résultats du vote furent déterminés moitié par les téléspectateurs, moitié par les jurys nationaux. Les téléspectateurs votèrent par téléphone et par SMS pour leurs chansons préférées. Les votes ainsi exprimés furent agrégés en 1, 2, 3, 4, 5, 6, 7, 8, 10 et 12 points. Les jurys classèrent de même leurs chansons préférées. Les deux classements furent combinés pour donner les résultats finaux : les dix chansons les mieux classées étaient qualifiées pour la finale. Les détails du vote ne furent révélés qu’après la finale du samedi, pour maintenir le suspense intact.
Le vote fut lancé par Nadia Hasnaoui au moyen de la phrase rituelle « Europe, you can start voting now ! ». Le temps imparti pour le télévote fut conclu par un décompte des dix dernières secondes.
Les résultats furent révélés en direct par Nadia Hasnaoui. Dix enveloppes blanches virtuelles apparurent au milieu de l'écran. Chacune à leur tour et au hasard, elles se déplacèrent au premier plan gauche de l'écran. La caméra effectua alors plusieurs plans sur les participants assis dans la green room. Les enveloppes s'ouvrirent ensuite et dévoilèrent le drapeau national et le nom du pays qualifié, qui allèrent se ranger dans la partie droite de l'écran. La bande-son joua enfin un extrait de la chanson qualifiée.

### Résultats
Durant l’annonce des résultats, la caméra fit systématiquement un plan sur les artistes qualifiés. Apparurent ainsi à l'écran et dans l'ordre : Vukašin Brajić, SunStroke Project et Olia Tira, Peter Nalitch, Yórgos Alkéos, Filipa Azevedo, 3+2, Milan Stanković, Tom Dice, Juliana Pasha et Hera Björk.
Dix pays se qualifièrent donc pour la finale : l'Albanie, la Belgique, la Biélorussie, la Bosnie-Herzégovine, la Grèce, l'Islande, la Moldavie, le Portugal, la Russie et la Serbie. La demi-finale se conclut par la montée sur scène et l’acclamation des dix nouveaux finalistes. Les sept pays non qualifiés conservèrent leur droit de vote pour la finale.
Ce fut la première fois que la Belgique se qualifia et put participer à une finale, depuis 2004.
Ce fut la deuxième année consécutive que la Lettonie termina dernière de sa demi-finale.
| Ordre | Pays               | Artiste(s)                    | Chanson                                 | Langue(s)         | Place | Points |
| ----- | ------------------ | ----------------------------- | --------------------------------------- | ----------------- | ----- | ------ |
| 01    | Moldavie           | SunStroke Project & Olia Tira | Run Away                                | Anglais           | 10    | 52     |
| 02    | Russie             | Peter Nalitch and Friends     | Lost and Forgotten                      | Anglais           | 07    | 74     |
| 03    | Estonie            | Malcolm Lincoln & Manpower 4  | Siren                                   | Anglais           | 14    | 39     |
| 04    | Slovaquie          | Kristina                      | Horehronie                              | Slovaque          | 16    | 24     |
| 05    | Finlande           | Kuunkuiskaajat                | Työlki ellää                            | Finnois           | 11    | 49     |
| 06    | Lettonie           | Aisha                         | What For?                               | Anglais           | 17    | 11     |
| 07    | Serbie             | Milan Stanković               | Ovo je Balkan                           | Serbe             | 05    | 79     |
| 08    | Bosnie-Herzégovine | Vukašin Brajić                | Thunder and Lightning                   | Anglais           | 08    | 59     |
| 09    | Pologne            | Marcin Mroziński              | Legenda                                 | Anglais, polonais | 13    | 44     |
| 10    | Belgique           | Tom Dice                      | Me and My Guitar                        | Anglais           | 01    | 167    |
| 11    | Malte              | Thea Garrett                  | My Dream                                | Anglais           | 12    | 45     |
| 12    | Albanie            | Juliana Pasha                 | It's All About You                      | Anglais           | 06    | 76     |
| 13    | Grèce              | Yórgos Alkéos & Friends       | ÓPA (ΏΠΑ)                               | Grec              | 02    | 133    |
| 14    | Portugal           | Filipa Azevedo                | Há dias assim                           | Portugais         | 04    | 89     |
| 15    | Macédoine          | Ǵoko Taneski                  | Jas ja imam silata (Јас ја имам силата) | Macédonien        | 15    | 37     |
| 16    | Biélorussie        | 3+2 feat. Robert Wells        | Butterflies                             | Anglais           | 09    | 59     |
| 17    | Islande            | Hera Björk                    | Je ne sais quoi                         | Anglais, français | 03    | 123    |

## Deuxième demi-finale
La deuxième demi-finale eut lieu le jeudi 27 mai 2010 et dura près de deux heures.
Dix-sept pays concoururent pour une des dix places en finale. La Norvège et le Royaume-Uni votèrent dans cette demi-finale.
La représentante azerbaïdjanaise, Safura, faillit ne jamais participer au concours. Lors du tournage du clip vidéo de sa chanson, elle manqua de se noyer. Une scène devait la montrer, chantant dans une piscine, entourée de voilages flottants. Mais à l’issue d’une prise, en tentant de remonter à la surface, Safura s’emmêla dans les voilages. Elle fut secourue in extremis par son équipe.
La sélection ukrainienne connut de nombreux rebondissements. Initialement, la télévision publique avait choisi le chanteur Vasyl Lazarovitch pour la représenter. À l’issue d’une première finale, la chanson I Love You l’emporta. Les responsables ukrainiens se ravisèrent cependant et décidèrent d’organiser une nouvelle finale. Vasyl Lazarovitch y participa avec I Love You, mais ne finit qu’à la septième place. La première place fut cette fois décrochée par la chanteuse Alyosha et sa chanson To Be Free. Mais il apparut que cette dernière avait déjà été publiée en 2008 et qu’elle était en outre suspectée de plagiat. La télévision ukrainienne dut la disqualifier et en chercher une nouvelle, en toute hâte. C’est finalement Sweet People qui fut retenue. Entre-temps, la date butoir du 22 mars 2010, fixée par l’UER pour la sélection des chansons, avait été dépassée. La télévision publique ukrainienne se vit infliger une amende par le Groupe de Référence de l’Union.
La chanson néerlandaise avait été écrite et composée par Pierre Kartner. Plus connu sous le nom de Vader Abraham, il était l'auteur de la bande originale du premier dessin animé mettant en scène les Schtroumpfs. Il avait également écrit De oude muzikant, la chanson qui avait représenté les Pays-Bas au concours 1973 et terminé quatorzième. La finale nationale néerlandaise se conclut, à la surprise générale, par un ex æquo. La production demanda à Pierre Kartner de trancher entre les deux candidats. Celui-ci, en direct à l’antenne, refusa d’endosser cette responsabilité. Il se livra à de longs atermoiements et proposa que l’on en décide à pile ou face. La production lui intima plus fermement de faire son choix et dans un haussement d’épaules, il désigna Sieneke, avant de quitter le plateau.

### Ouverture
La deuxième demi-finale débuta par une vidéo montrant les sphères du logo, en suspension dans les rues d'Oslo. Elles se réunirent dans le ciel étoilé pour faire apparaître le slogan « Share The Moment ». La caméra fit une plongée sur la salle, puis dévoila les trois présentateurs, debout au milieu du public. Haddy Jatou N'jie lança la phrase rituelle : « Good evening, Europe ! » La caméra parcourut le public, tandis que les présentateurs montaient sur le podium secondaire d'où ils firent les présentations d'usage.

### Pauses commerciales
Durant la première pause commerciale, Erik Solbakken et Haddy Jatou N'jie firent une intervention depuis la green room.
Durant la seconde pause, fut montrée une vidéo sur la semaine des répétitions.

### Entracte
Le spectacle d'entracte débuta par une intervention de Nadia Hasnaoui et Erik Solbakken. Ils rappelèrent que la Norvège avait remporté trois fois le concours (en 1985, 1995 et 2009) mais détenait aussi un record particulier : celui d’avoir terminé le plus souvent à la dernière place (à dix reprises jusque-là : en 1963, 1969, 1974, 1976, 1978, 1981, 1990, 1997, 2001 et 2004). Ils lancèrent ensuite une vidéo rendant hommage aux chansons ayant terminé aux trois dernières places.
| Année | Pays        | Artiste(s)                  | Chanson                          | Place | Points |
| ----- | ----------- | --------------------------- | -------------------------------- | ----- | ------ |
| 1987  | Turquie     | Seyyal Taner & Lokomotif    | Şarkım Sëvgi Üstüne              | 22    | 0      |
| 1978  | Norvège     | Jahn Teigen                 | Mil etter mil                    | 20    | 0      |
| 1973  | Belgique    | Nicole & Hugo               | Baby Baby                        | 17    | 58     |
| 1976  | Norvège     | Anne-Karine Strøm           | Mata-Hari                        | 18    | 7      |
| 2003  | Royaume-Uni | Jemini                      | Cry Baby                         | 26    | 0      |
| 1992  | Finlande    | Pave Maijanen               | Yamma, yamma                     | 23    | 4      |
| 1989  | Turquie     | Pan                         | Bana, bana                       | 21    | 5      |
| 2000  | Israël      | Ping Pong                   | Sameyakh                         | 22    | 7      |
| 1987  | Luxembourg  | Plastic Bertrand            | Amour amour                      | 21    | 4      |
| 1981  | Portugal    | Carlos Paião                | Playback                         | 18    | 9      |
| 1986  | Israël      | Moti Giladi & Sarai Tzuriel | Yavoh Yom                        | 19    | 7      |
| 1990  | Norvège     | Ketil Stokkan               | Branderburger Tor                | 21    | 8      |
| 1991  | Yougoslavie | Baby Doll                   | Brazil                           | 21    | 1      |
| 1980  | Belgique    | Telex                       | Eurovision                       | 17    | 14     |
| 1983  | Espagne     | Remedios Amaya              | ¿ Quien maneja mi barca ?        | 19    | 0      |
| 1969  | Norvège     | Kirsti Sparboe              | Oj, oj, oj, så glad jeg skal bli | 16    | 1      |

S’ensuivit une seconde vidéo montrant un jeune garçon, Andreas Jakop Palkin, qui suivait la retransmission du concours sur Internet, depuis sa chambre. La présentatrice Nadia Hasnaoui s’adressa directement à lui et lui demanda de la rejoindre sur la scène. La caméra suivit alors Andreas dans son voyage, de chez lui, dans la banlieue de Berlin, jusqu’à la Telenor Arena. La bande-son fut entièrement bruitée par une chorale. Finalement, Andreas monta sur la scène pour y rejoindre la chorale et des danseurs, avec lesquels il interpréta un numéro de breakdance.
Nadia Hasnaoui interviewa ensuite deux fans venus spécialement d’Australie pour assister au concours. Erik Solbakken et Haddy Jatou N'jie firent une intervention depuis la green room et échangèrent quelques mots avec les représentantes croates, le groupe Feminnem. L’entracte se conclut par la présentation des cinq chansons déjà qualifiées pour la finale.

### Vote
Les résultats du vote furent déterminés moitié par les téléspectateurs, moitié par les jurys nationaux. Les téléspectateurs votèrent par téléphone et par SMS pour leurs chansons préférées. Les votes ainsi exprimés furent agrégés en 1, 2, 3, 4, 5, 6, 7, 8, 10 et 12 points. Les jurys classèrent de même leurs chansons préférées. Les deux classements furent combinés pour donner les résultats finaux : les dix chansons les mieux classées étaient qualifiées pour la finale. Les détails du vote ne furent révélés qu’après la finale du samedi, pour maintenir le suspense intact.
Le vote fut lancé par Haddy Jatou N'jie au moyen de la phrase rituelle : « Europe, you can start voting now ! ». Le temps imparti pour le télévote fut conclu par un décompte des dix dernières secondes et la phrase « Stop voting ! ».
Les résultats furent révélés en direct par Nadia Hasnaoui. Dix enveloppes blanches virtuelles apparurent au milieu de l'écran. Chacune à leur tour et au hasard, elles se déplacèrent au premier plan gauche de l'écran. La caméra effectua alors plusieurs plans sur les participants assis dans la green room. Les enveloppes s'ouvrirent ensuite et dévoilèrent le drapeau national et le nom du pays qualifié, qui allèrent se ranger dans la partie droite de l'écran. La bande-son joua enfin un extrait de la chanson qualifiée.

### Résultats
Durant l’annonce des résultats, la caméra fit systématiquement un plan sur les artistes qualifiés. Apparurent ainsi à l'écran et dans l'ordre : Sopho Nijaradze, Alyosha, maNga, Harel Skaat, Niamh Kavanagh, Jon Lilygreen et The Islanders, Safura, Paula Seling et Ovi Martin, Eva Rivas, Chanée et N'evergreen.
Dix pays se qualifièrent donc pour la finale : l'Arménie, l'Azerbaïdjan, Chypre, le Danemark, la Géorgie, l’Irlande, Israël, la Roumanie, la Turquie et l'Ukraine. La demi-finale se conclut par la montée sur scène et l’acclamation des dix nouveaux finalistes. Les sept pays non qualifiés conservèrent leur droit de vote pour la finale.
Ce fut la première fois que la Suède ne se qualifia pas et ce fut par conséquent la première fois depuis 1976 que le pays ne participa pas à une finale du concours.
| Ordre | Pays        | Artiste(s)                    | Chanson                      | Langue(s)        | Place | Points |
| ----- | ----------- | ----------------------------- | ---------------------------- | ---------------- | ----- | ------ |
| 01    | Lituanie    | InCulto                       | East European Funk           | Anglais          | 12    | 44     |
| 02    | Arménie     | Eva Rivas                     | Apricot Stone                | Anglais          | 06    | 83     |
| 03    | Israël      | Harel Skaat                   | Milim (מילים)                | Hébreu           | 08    | 71     |
| 04    | Danemark    | Chanée & N'evergreen          | In A Moment Like This        | Anglais          | 05    | 101    |
| 05    | Suisse      | Michael von der Heide         | Il pleut de l’or             | Français         | 17    | 2      |
| 06    | Suède       | Anna Bergendahl               | This Is My Life              | Anglais          | 11    | 62     |
| 07    | Azerbaïdjan | Safura                        | Drip Drop                    | Anglais          | 02    | 113    |
| 08    | Ukraine     | Alyosha                       | Sweet People                 | Anglais          | 07    | 77     |
| 09    | Pays-Bas    | Sieneke                       | Ik ben verliefd (Sha-la-lie) | Néerlandais      | 14    | 29     |
| 10    | Roumanie    | Paula Seling & Ovi            | Playing with Fire            | Anglais          | 04    | 104    |
| 11    | Slovénie    | Ansambel Žlindra & Kalamari   | Narodnozabavni Rock          | Slovène          | 16    | 6      |
| 12    | Irlande     | Niamh Kavanagh                | It's for You                 | Anglais          | 09    | 67     |
| 13    | Bulgarie    | Miro                          | Angel Si Ti (Ангел си ти)    | Bulgare, anglais | 15    | 19     |
| 14    | Chypre      | Jon Lilygreen & The Islanders | Life Looks Better in Spring  | Anglais          | 10    | 67     |
| 15    | Croatie     | Feminnem                      | Lako je sve                  | Croate           | 13    | 33     |
| 16    | Géorgie     | Sopho Nijaradze               | Shine                        | Anglais          | 03    | 106    |
| 17    | Turquie     | maNga                         | We Could Be The Same         | Anglais          | 01    | 118    |

## Finale
La finale eut lieu le samedi 29 mai 2010 et dura près de trois heures et vingt minutes.
Vingt-cinq pays concoururent pour la victoire : les « Big Four », le pays hôte et les vingt pays qualifiés des deux demi-finales.
La chanson britannique avait été écrite et composée par Pete Waterman. Ce dernier, membre du trio Stock Aitken Waterman, avait connu de très grands succès commerciaux, en produisant notamment Kylie Minogue, Rick Astley et Bananarama.
La représentante allemande, Lena Meyer-Landrut, avait été sélectionnée au terme d'un télécrochet intitulé Unser Star für Oslo. Cette émission était une idée originale de Stefan Raab, qui prit place parmi les membres du jury. Raab avait représenté l'Allemagne au concours, en 2000, où il avait terminé cinquième. Il était également l'auteur des chansons allemandes de 1998 et 2004, qui avaient terminé respectivement septième et huitième.
Comme en 1986 et en 1996, des membres de la famille royale norvégienne étaient présents dans la salle. Il s’agissait cette fois de la princesse héritière Mette-Marit et de ses enfants, Marius Borg Høiby et Ingrid Alexandra.

### Ouverture
La finale débuta par une vidéo retraçant brièvement l'histoire du concours. La caméra entra dans une maison, à Lugano, en Suisse, où une famille, devant sa télévision, s’apprêtait à regarder la toute première édition du concours, en 1956. La bande-son joua le Te Deum de Marc-Antoine Charpentier. Les sphères du logo se matérialisèrent, puis se rassemblèrent dans le ciel de Lugano. Elles se mirent à parcourir le temps et l’espace : Vienne en 1967 (la bande-son joua Puppet on a String) ; Brighton en 1974 (la bande-son joua Waterloo) ; Paris en 1978 (la bande-son joua A-Ba-Ni-Bi) ; Bruxelles en 1987 (la bande-son joua Hold Me Now) et Moscou en 2009 (la bande-son joua Fairytale). Les sphères se rassemblèrent au-dessus de la Telenor Arena. La caméra montra alors l’intérieur de la salle. Les sphères formèrent le slogan « Share The Moment », au-dessus de la scène. Elles furent remplacées par le logo et la bande-son joua à nouveau le Te Deum.
De courtes vidéos furent projetées sur un rideau dissimulant la scène. Il s’agissait d’encouragements de la part de familles de chaque pays participant et qui étaient filmées en direct, par webcam, depuis leur salon. La dernière vidéo montra le vainqueur de l’année précédente, Alexander Rybak. À la fin de son message, il apparut sur le podium secondaire pour la reprise de sa chanson gagnante, Fairytale. Les présentateurs entrèrent finalement en scène pour les présentations d’usage. Ils entamèrent leur intervention par la phrase rituelle : « Good evening Europe ! »

### Incident
La prestation du représentant espagnol, Daniel Diges, fut perturbée par un incident rarissime. En plein milieu de sa chanson, un individu monta sur scène et se glissa parmi ses danseurs. Il s’agissait de Jimmy Jump, un streaker qui s’était fait connaître par de nombreuses actions similaires. Daniel Diges et ses danseurs continuèrent imperturbablement leur numéro, tandis que la sécurité appréhendait Jimmy Jump. Le scrutateur permit aux membres de la délégation espagnole de présenter leur morceau une seconde fois, après le passage de tous les autres pays participants. Nadia Hasnaoui réapparut sur scène, après la huitième chanson, pour annoncer la décision aux téléspectateurs.
Ce fut la deuxième fois dans l’histoire du concours qu’une finale se trouva perturbée par l’irruption d’un intrus. En 1964, un activiste était monté sur la scène, en portant une banderole dénonçant les dictatures des généraux Franco et Salazar. Ce fut aussi la deuxième fois dans l’histoire du concours qu’une chanson dut être rejouée à la fin d’une finale. En 1958, la retransmission de la chanson italienne avait connu des difficultés techniques et celle-ci n’avait pu être entendue convenablement par tous les jurés. Le représentant italien, qui n’était autre que Domenico Modugno, dut alors interpréter une seconde fois son célèbre Nel blu dipinto di blu.

### Pauses commerciales
Durant la première pause commerciale, Haddy Jatou N'jie fit une intervention depuis les cabines des commentateurs. Elle échangea quelques mots avec Graham Norton, le commentateur britannique.
Durant la seconde pause, Erik Solbakken et Haddy Jatou N'jie firent une intervention depuis la green room. Ils échangèrent quelques mots avec la représentante allemande, Lena Meyer-Landrut, et les représentants turcs, le groupe maNga.

### Entracte
Le spectacle d'entracte débuta par une vidéo montrant la fête organisée en l’honneur des délégations étrangères à l’hôtel de ville d’Oslo. Les présentateurs se mêlèrent aux participants et échangèrent quelques mots avec eux dans leurs langues maternelles respectives.
S’ensuivit une flash mob, sur la chanson Glow, interprétée par le groupe Madcon et qui réunit des milliers de participants à travers toute l’Europe. La caméra montra tout d’abord le groupe dans la salle, entourés des premiers danseurs. Ensuite, furent présentées des vidéos tournées à L'Alfàs del Pi, Reykjavik, Ljubljana, Göteborg, Vilnius, Londres, Düsseldorf et Dublin. La caméra revint dans la salle et montra tous les spectateurs en train de danser, puis les familles européennes dans leur salon, la princesse Mette-Marit et ses enfants, des danseurs en direct depuis Hambourg et finalement, les participants dans la green room.

### Vote
Les résultats du vote furent déterminés moitié par les téléspectateurs, moitié par les jurys nationaux. Les téléspectateurs votèrent par téléphone et par SMS pour leurs chansons préférées. Les votes ainsi exprimés furent agrégés en 1, 2, 3, 4, 5, 6, 7, 8, 10 et 12 points. Les jurys classèrent de même leurs chansons préférées. Les deux classements furent combinés pour donner les résultats finaux.
L’ordre de passage des pays durant la procédure de vote fut déterminé par tirage au sort. Les points de un à sept s’affichèrent automatiquement sur le tableau de vote. Les porte-paroles, contactés par satellite, énoncèrent les trois résultats principaux : « huit », « dix » et « douze points ».
Le vote fut lancé par les présentateurs au moyen de la phrase rituelle : « Europe, you can start voting now ! ». Le temps imparti pour le télévote fut conclu par un décompte des dix dernières secondes et la phrase « Stop voting now ! ».
Durant le vote, la caméra fit systématiquement un plan sur les participants qui recevaient "douze points". Apparurent ainsi à l'écran Chanée et N'evergreen, Tom Dice, Vukašin Brajić, Yórgos Alkéos, Safura, maNga, Milan Stanković, Lena Meyer-Landrut, Eva Rivas, Daniel Diges, Jon Lilygreen et The Islanders, Sopho Nijaradze, Peter Nalitch, Juliana Pasha, Paula Seling et Ovi Martin, ainsi que 3+2.
Le Danemark, la Belgique et la Grèce menèrent brièvement le vote à leur tour. Mais après le septième vote, le vote croate, l’Allemagne s’empara de la tête et mena ensuite jusqu’à la fin.

### Résultats

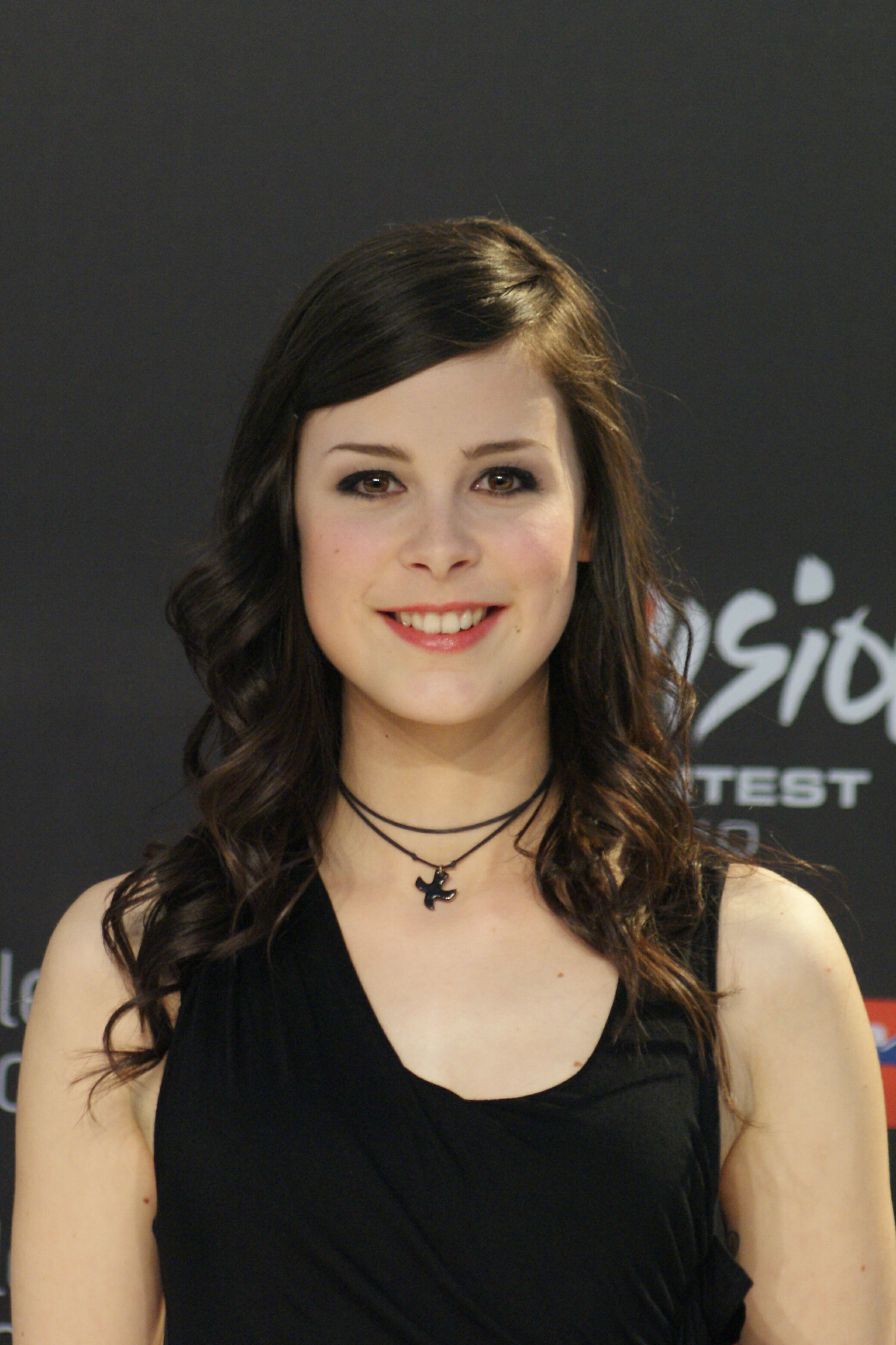
La gagnante, Lena Meyer-Landrut.

Ce fut la deuxième victoire de l’Allemagne au concours. Le pays devint le premier des « Big Four » (les quatre plus importants contributeurs financiers de l’UER – l’Allemagne, l’Espagne, la France et le Royaume-Uni) à l’emporter, depuis l’instauration de la règle en 1999.
Lena Meyer-Landrut reçut le trophée de la victoire des mains d’Alexander Rybak, gagnant de l'année précédente. Après le concours, sa chanson rencontra un très grand succès commercial partout en Europe.
La Belgique termina à la sixième place. Ce fut le meilleur résultat obtenu par la télévision publique belge néerlandophone depuis 1958. Cette année-là, Bob Benny avait également finit sixième.
Ce fut la troisième fois en sept ans que le Royaume-Uni termina à la dernière place, après 2003 et 2008.
La Géorgie et la Roumanie terminèrent respectivement à la neuvième et troisième place, soit leurs meilleurs résultats respectifs depuis leurs débuts au Concours.
Au total, l’édition 2010 fut suivie par 108,2 millions de téléspectateurs et par 290 000 personnes sur Internet.
| Ordre | Pays               | Artiste(s)                    | Chanson                     | Langue(s)         | Place | Points |
| ----- | ------------------ | ----------------------------- | --------------------------- | ----------------- | ----- | ------ |
| 01    | Azerbaïdjan        | Safura                        | Drip Drop                   | Anglais           | 05    | 145    |
| 02    | Espagne            | Daniel Diges                  | Algo pequeñito              | Espagnol          | 15    | 68     |
| 03    | Norvège H T        | Didrik Solli-Tangen           | My Heart Is Yours           | Anglais           | 20    | 35     |
| 04    | Moldavie           | SunStroke Project & Olia Tira | Run Away                    | Anglais           | 22    | 27     |
| 05    | Chypre             | Jon Lilygreen & The Islanders | Life Looks Better In Spring | Anglais           | 21    | 27     |
| 06    | Bosnie-Herzégovine | Vukašin Brajić                | Thunder And Lightning       | Anglais           | 17    | 51     |
| 07    | Belgique           | Tom Dice                      | Me and My Guitar            | Anglais           | 06    | 143    |
| 08    | Serbie             | Milan Stanković               | Ovo je balkan               | Serbe             | 13    | 72     |
| 09    | Biélorussie        | 3+2                           | Butterflies                 | Anglais           | 24    | 18     |
| 10    | Irlande            | Niamh Kavanagh                | It's for You                | Anglais           | 23    | 25     |
| 11    | Grèce              | Yórgos Alkéos & Friends       | ÓPA (ΏΠA)                   | Grec              | 08    | 140    |
| 12    | Royaume-Uni        | Josh Dubovie                  | That Sounds Good to Me      | Anglais           | 25    | 10     |
| 13    | Géorgie            | Sopho Nijaradze               | Shine                       | Anglais           | 09    | 136    |
| 14    | Turquie            | maNga                         | We Could Be The Same        | Anglais           | 02    | 170    |
| 15    | Albanie            | Juliana Pasha                 | It's All About You          | Anglais           | 16    | 62     |
| 16    | Islande            | Hera Björk                    | Je ne sais quoi             | Anglais, français | 19    | 41     |
| 17    | Ukraine            | Alyosha                       | Sweet People                | Anglais           | 10    | 108    |
| 18    | France             | Jessy Matador                 | Allez ola olé               | Français          | 12    | 82     |
| 19    | Roumanie           | Paula Seling & Ovi            | Playing with Fire           | Anglais           | 03    | 162    |
| 20    | Russie             | Peter Nalitch and Friends     | Lost And Forgotten          | Anglais           | 11    | 90     |
| 21    | Arménie            | Eva Rivas                     | Apricot Stone               | Anglais           | 07    | 141    |
| 22    | Allemagne          | Lena                          | Satellite                   | Anglais           | 01    | 246    |
| 23    | Portugal           | Filipa Azevedo                | Há dias assim               | Portugais         | 18    | 43     |
| 24    | Israël             | Harel Skaat                   | Milim (מילים)               | Hébreu            | 14    | 71     |
| 25    | Danemark           | Chanée & N'evergreen          | In a Moment Like This       | Anglais           | 04    | 149    |

## Anciens participants
| Artiste        | Pays    | Année(s) précédente(s)            |
| -------------- | ------- | --------------------------------- |
| Feminnem       | Croatie | 2005 (pour la Bosnie-Herzégovine) |
| Niamh Kavanagh | Irlande | 1993 (vainqueur)                  |

## Tableaux des votes

### Première demi-finale
|                                                   |    |    |    |    |    | Drapeau de la Serbie |    |    |    |    |    |    |    |    |    |    |    |    |    | Total |     |
| Pays                                              |    |    |    |    |    |                      |    |    |    |    |    |    |    |    |    |    |    |    |    |       |     |
| Moldavie                                          |    | 5  | –  | –  | –  | –                    | 1  | –  | –  | 2  | 7  | –  | 4  | 8  | 7  | 10 | –  | 3  | –  | 5     | 52  |
| Russie                                            | 12 |    | 12 | –  | 3  | 10                   | 4  | 2  | 8  | 5  | –  | –  | 3  | 1  | –  | 12 | –  | –  | 1  | –     | 74  |
| Estonie                                           | –  | –  |    | –  | 12 | 12                   | –  | 1  | 5  | –  | –  | 1  | 1  | 4  | –  | 1  | 2  | –  | –  | –     | 39  |
| Slovaquie                                         | –  | –  | –  |    | 2  | –                    | 6  | 5  | –  | 1  | 1  | –  | –  | 5  | –  | –  | 5  | –  | –  | –     | 24  |
| Finlande                                          | –  | 3  | 10 | 2  |    | 6                    | –  | –  | 1  | 7  | 2  | –  | –  | –  | –  | 7  | 6  | –  | 3  | 2     | 49  |
| Lettonie                                          | –  | –  | 6  | –  | 5  |                      | –  | –  | –  | –  | –  | –  | –  | –  | –  | –  | –  | –  | –  | –     | 11  |
| Serbie                                            | 3  | 4  | 1  | 6  | –  | 3                    |    | 12 | –  | 3  | –  | 3  | 7  | 2  | 10 | –  | 3  | 12 | 4  | 6     | 79  |
| Bosnie-Herzégovine                                | 1  | 2  | –  | 5  | –  | –                    | 12 |    | 6  | –  | 3  | 7  | 5  | –  | 8  | 4  | –  | 6  | –  | –     | 59  |
| Pologne                                           | 2  | 6  | –  | –  | –  | 4                    | –  | –  |    | 6  | –  | 6  | –  | –  | –  | 3  | –  | 7  | 7  | 3     | 44  |
| Belgique                                          | 6  | 10 | 8  | 10 | 10 | 8                    | 7  | 4  | 12 |    | 12 | 4  | 10 | 12 | 4  | 8  | 12 | 10 | 12 | 8     | 167 |
| Malte                                             | –  | –  | 3  | 12 | 1  | 1                    | –  | 6  | –  | –  |    | 2  | 2  | 3  | 6  | 2  | 4  | –  | 2  | 1     | 45  |
| Albanie                                           | –  | –  | –  | –  | 4  | –                    | 2  | 7  | 4  | 8  | 6  |    | 12 | –  | 12 | –  | 10 | 2  | 5  | 4     | 76  |
| Grèce                                             | 7  | 7  | 2  | 8  | 8  | –                    | 10 | 8  | 7  | 10 | 8  | 10 |    | 10 | 3  | 5  | 8  | 4  | 8  | 10    | 133 |
| Portugal                                          | 5  | –  | 5  | 4  | 6  | 7                    | 5  | 3  | 2  | 4  | 4  | 5  | –  |    | 2  | –  | 7  | 8  | 10 | 12    | 89  |
| Macédoine                                         | 4  | 1  | –  | 1  | –  | –                    | 8  | 10 | –  | –  | –  | 12 | –  | –  |    | –  | 1  | –  | –  | –     | 37  |
| Biélorussie                                       | 8  | 12 | 4  | 3  | –  | 5                    | –  | –  | 3  | –  | 5  | –  | 6  | 7  | 5  |    | –  | 1  | –  | –     | 59  |
| Islande                                           | 10 | 8  | 7  | 7  | 7  | 2                    | 3  | –  | 10 | 12 | 10 | 8  | 8  | 6  | 1  | 6  |    | 5  | 6  | 7     | 123 |
| Le tableau suit l'ordre de passage des candidats. |    |    |    |    |    |                      |    |    |    |    |    |    |    |    |    |    |    |    |    |       |     |

| Place | Téléspectateurs    | Points | Jurys              | Points |
| ----- | ------------------ | ------ | ------------------ | ------ |
| 1     | Grèce              | 151    | Belgique           | 165    |
| 2     | Islande            | 149    | Portugal           | 107    |
| 3     | Belgique           | 146    | Grèce              | 99     |
| 4     | Russie             | 92     | Albanie            | 96     |
| 5     | Serbie             | 92     | Bosnie-Herzégovine | 86     |
| 6     | Finlande           | 69     | Islande            | 85     |
| 7     | Albanie            | 68     | Malte              | 66     |
| 8     | Biélorussie        | 63     | Serbie             | 65     |
| 9     | Portugal           | 58     | Estonie            | 64     |
| 10    | Moldavie           | 54     | Macédoine          | 62     |
| 11    | Bosnie-Herzégovine | 42     | Pologne            | 58     |
| 12    | Malte              | 40     | Biélorussie        | 47     |
| 13    | Pologne            | 38     | Moldavie           | 42     |
| 14    | Slovaquie          | 34     | Russie             | 41     |
| 15    | Macédoine          | 30     | Finlande           | 37     |
| 16    | Estonie            | 22     | Slovaquie          | 25     |
| 17    | Lettonie           | 12     | Lettonie           | 15     |

### Deuxième demi-finale
|                                                   |    |    |    |    |    |    |    |    |    |    |    |    |    |    |    |    |    |    | Total |     |
| Pays                                              |    |    |    |    |    |    |    |    |    |    |    |    |    |    |    |    |    |    |       |     |
| Lituanie                                          |    | 2  | –  | 1  | –  | 4  | –  | 2  | –  | –  | –  | 12 | –  | 2  | 1  | 8  | –  | 5  | 7     | 44  |
| Arménie                                           | 1  |    | 12 | –  | 3  | 5  | –  | 8  | 10 | 10 | –  | –  | 8  | 12 | –  | 10 | 4  | –  | –     | 83  |
| Israël                                            | –  | 8  |    | –  | –  | 8  | 7  | 6  | 12 | 3  | 5  | –  | 1  | 4  | –  | 5  | –  | 7  | 5     | 71  |
| Danemark                                          | 5  | 5  | 7  |    | 5  | 12 | 6  | 5  | 4  | 12 | 10 | 4  | 2  | 3  | 4  | 3  | 6  | 8  | –     | 101 |
| Suisse                                            | –  | –  | –  | –  |    | –  | –  | –  | –  | –  | –  | –  | –  | –  | –  | 2  | –  | –  | –     | 2   |
| Suède                                             | 3  | 3  | –  | 12 | 10 |    | 2  | –  | 6  | 1  | –  | 5  | –  | 1  | 2  | –  | 2  | 12 | 3     | 62  |
| Azerbaïdjan                                       | 2  | –  | 5  | 5  | 6  | 3  |    | 12 | 1  | 8  | 8  | 10 | 7  | 10 | 10 | 12 | 12 | 2  | –     | 113 |
| Ukraine                                           | 10 | 10 | 2  | 3  | –  | –  | 8  |    | 2  | 5  | 1  | 2  | 6  | 6  | 6  | 7  | 3  | 4  | 2     | 77  |
| Pays-Bas                                          | –  | –  | 4  | 4  | 2  | 1  | –  | –  |    | –  | 6  | 3  | –  | –  | –  | 1  | 5  | 3  | –     | 29  |
| Roumanie                                          | 6  | 4  | 8  | 8  | 4  | 7  | 5  | 3  | 3  |    | 4  | 6  | 4  | 8  | –  | 4  | 8  | 10 | 12    | 104 |
| Slovénie                                          | –  | –  | 1  | –  | –  | –  | –  | –  | –  | –  |    | –  | –  | –  | 5  | –  | –  | –  | –     | 6   |
| Irlande                                           | 7  | 1  | 3  | 6  | 12 | –  | 4  | –  | 8  | 4  | 2  |    | –  | –  | 3  | –  | 1  | 6  | 10    | 67  |
| Bulgarie                                          | –  | –  | –  | –  | –  | –  | –  | 1  | –  | –  | –  | –  |    | 5  | –  | –  | 7  | –  | 6     | 19  |
| Chypre                                            | 4  | 6  | 10 | 7  | –  | 6  | 3  | 4  | –  | 6  | –  | –  | 5  |    | 12 | –  | –  | –  | 4     | 67  |
| Croatie                                           | –  | 7  | –  | 2  | 7  | –  | 1  | –  | –  | –  | 12 | 1  | 3  | –  |    | –  | –  | –  | –     | 33  |
| Géorgie                                           | 12 | 12 | 6  | –  | 1  | 2  | 10 | 7  | 5  | 2  | 7  | 7  | 10 | 7  | 7  |    | 10 | –  | 1     | 106 |
| Turquie                                           | 8  | –  | –  | 10 | 8  | 10 | 12 | 10 | 7  | 7  | 3  | 8  | 12 | –  | 8  | 6  |    | 1  | 8     | 118 |
| Le tableau suit l'ordre de passage des candidats. |    |    |    |    |    |    |    |    |    |    |    |    |    |    |    |    |    |    |       |     |

| Place | Téléspectateurs | Points | Jurys       | Points |
| ----- | --------------- | ------ | ----------- | ------ |
| 1     | Azerbaïdjan     | 126    | Géorgie     | 117    |
| 2     | Turquie         | 119    | Turquie     | 93     |
| 3     | Roumanie        | 113    | Azerbaïdjan | 89     |
| 4     | Danemark        | 106    | Israël      | 88     |
| 5     | Géorgie         | 102    | Arménie     | 84     |
| 6     | Arménie         | 90     | Irlande     | 84     |
| 7     | Ukraine         | 77     | Danemark    | 83     |
| 8     | Lituanie        | 65     | Roumanie    | 80     |
| 9     | Suède           | 64     | Chypre      | 79     |
| 10    | Chypre          | 53     | Ukraine     | 78     |
| 11    | Pays-Bas        | 49     | Suède       | 76     |
| 12    | Israël          | 46     | Croatie     | 54     |
| 13    | Irlande         | 43     | Lituanie    | 27     |
| 14    | Croatie         | 22     | Pays-Bas    | 26     |
| 15    | Bulgarie        | 15     | Bulgarie    | 25     |
| 16    | Slovénie        | 11     | Suisse      | 14     |
| 17    | Suisse          | 1      | Slovénie    | 5      |

### Finale
|                                                   |                      | Points attribués       | Points attribués     | Points attribués     | Points attribués      | Points attribués      | Points attribués      | Points attribués                 | Points attribués       | Points attribués       | Points attribués     | Points attribués     | Points attribués    | Points attribués         | Points attribués    | Points attribués     | Points attribués    | Points attribués     | Points attribués     | Points attribués        | Points attribués       | Points attribués     | Points attribués       | Points attribués | Points attribués      | Points attribués  | Points attribués       | Points attribués | Points attribués     | Points attribués       | Points attribués       | Points attribués     | Points attribués | Points attribués                | Points attribués       | Points attribués      | Points attribués    | Points attribués     | Points attribués | Points attribués | Points attribués | Points attribués | Points attribués | Points attribués | Points attribués |
| ------------------------------------------------- | -------------------- | ---------------------- | -------------------- | -------------------- | --------------------- | --------------------- | --------------------- | -------------------------------- | ---------------------- | ---------------------- | -------------------- | -------------------- | ------------------- | ------------------------ | ------------------- | -------------------- | ------------------- | -------------------- | -------------------- | ----------------------- | ---------------------- | -------------------- | ---------------------- | ---------------- | --------------------- | ----------------- | ---------------------- | ---------------- | -------------------- | ---------------------- | ---------------------- | -------------------- | ---------------- | ------------------------------- | ---------------------- | --------------------- | ------------------- | -------------------- | ---------------- | ---------------- | ---------------- | ---------------- | ---------------- | ---------------- | ---------------- |
| Drapeau de la Roumanie                            | Drapeau de l'Irlande | Drapeau de l'Allemagne | Drapeau de la Serbie | Drapeau de l'Albanie | Drapeau de la Turquie | Drapeau de la Croatie | Drapeau de la Pologne | Drapeau de la Bosnie-Herzégovine | Drapeau de la Finlande | Drapeau de la Slovénie | Drapeau de l'Estonie | Drapeau de la Russie | Drapeau du Portugal | Drapeau de l'Azerbaïdjan | Drapeau de la Grèce | Drapeau de l'Islande | Drapeau du Danemark | Drapeau de la France | Drapeau de l'Espagne | Drapeau de la Slovaquie | Drapeau de la Bulgarie | Drapeau de l'Ukraine | Drapeau de la Lettonie | Drapeau de Malte | Drapeau de la Norvège | Drapeau de Chypre | Drapeau de la Lituanie |                  | Drapeau de la Suisse | Drapeau de la Belgique | Drapeau du Royaume-Uni | Drapeau des Pays-Bas | Drapeau d’Israël | Drapeau de la Macédoine du Nord | Drapeau de la Moldavie | Drapeau de la Géorgie | Drapeau de la Suède | Drapeau de l'Arménie | Total            |                  |                  |                  |                  |                  |                  |
| Pays                                              |                      |                        |                      |                      |                       |                       |                       |                                  |                        |                        |                      |                      |                     |                          |                     |                      |                     |                      |                      |                         |                        |                      |                        |                  |                       |                   |                        |                  |                      |                        |                        |                      |                  |                                 |                        |                       |                     |                      |                  |                  |                  |                  |                  |                  |                  |
| Azerbaïdjan                                       | –                    | 3                      | –                    | –                    | –                     | 12                    | –                     | 8                                | 7                      | –                      | –                    | –                    | 8                   | –                        |                     | 1                    | 4                   | 2                    | –                    | 7                       | –                      | 12                   | 12                     | 2                | 12                    | 7                 | 10                     | –                | 6                    | 2                      | 5                      | –                    | –                | 7                               | 3                      | 4                     | 8                   | –                    | –                | 145              |                  |                  |                  |                  |                  |
| Espagne                                           | 2                    | –                      | –                    | –                    | 7                     | –                     | –                     | –                                | –                      | 4                      | 5                    | –                    | 4                   | 12                       | –                   | –                    | –                   | –                    | –                    |                         | –                      | 2                    | 4                      | 5                | –                     | –                 | –                      | 8                | –                    | –                      | 1                      | –                    | –                | 1                               | –                      | 4                     | 2                   | –                    | 7                | 68               |                  |                  |                  |                  |                  |
| Norvège                                           | –                    | 2                      | –                    | –                    | –                     | –                     | –                     | –                                | –                      | –                      | –                    | 7                    | –                   | 3                        | –                   | –                    | –                   | 5                    | –                    | –                       | 3                      | –                    | –                      | –                | 3                     |                   | –                      | –                | –                    | –                      | –                      | –                    | –                | –                               | –                      | –                     | 6                   | 4                    | 2                | 35               |                  |                  |                  |                  |                  |
| Moldavie                                          | 10                   | –                      | –                    | –                    | –                     | –                     | –                     | –                                | –                      | –                      | –                    | –                    | –                   | 6                        | 6                   | –                    | –                   | –                    | –                    | –                       | –                      | –                    | –                      | –                | –                     | –                 | –                      | –                | 4                    | –                      | –                      | –                    | –                | –                               | –                      |                       | 1                   | –                    | –                | 27               |                  |                  |                  |                  |                  |
| Chypre                                            | –                    | –                      | –                    | –                    | –                     | –                     | 4                     | –                                | –                      | –                      | –                    | –                    | –                   | –                        | –                   | 12                   | –                   | 1                    | –                    | –                       | 2                      | 4                    | –                      | –                | –                     | –                 |                        | 1                | –                    | –                      | –                      | –                    | –                | –                               | –                      | –                     | –                   | 3                    | –                | 27               |                  |                  |                  |                  |                  |
| Bosnie-Herzégovine                                | –                    | –                      | –                    | 12                   | 6                     | 8                     | 10                    | –                                |                        | –                      | 4                    | –                    | –                   | –                        | –                   | –                    | –                   | –                    | 5                    | –                       | –                      | –                    | –                      | –                | –                     | –                 | –                      | –                | –                    | –                      | –                      | –                    | –                | –                               | 6                      | –                     | –                   | –                    | –                | 51               |                  |                  |                  |                  |                  |
| Belgique                                          | 4                    | 10                     | 12                   | 5                    | –                     | –                     | –                     | 10                               | –                      | 6                      | –                    | 3                    | 5                   | 5                        | –                   | 6                    | 10                  | 10                   | 7                    | –                       | 10                     | –                    | 1                      | 4                | 10                    | 3                 | –                      | 7                | –                    | 7                      |                        | –                    | 6                | –                               | –                      | –                     | –                   | 2                    | –                | 143              |                  |                  |                  |                  |                  |
| Serbie                                            | –                    | –                      | 5                    |                      | 3                     | –                     | 8                     | –                                | 12                     | –                      | 8                    | –                    | –                   | –                        | –                   | –                    | –                   | –                    | 10                   | –                       | –                      | –                    | –                      | –                | –                     | –                 | 1                      | –                | –                    | 10                     | –                      | –                    | 1                | –                               | 7                      | –                     | –                   | 7                    | –                | 72               |                  |                  |                  |                  |                  |
| Biélorussie                                       | –                    | –                      | –                    | –                    | –                     | –                     | –                     | –                                | –                      | –                      | –                    | –                    | 2                   | –                        | –                   | –                    | –                   | –                    | –                    | –                       | –                      | 1                    | –                      | –                | –                     | –                 | –                      | –                |                      | –                      | –                      | –                    | –                | –                               | –                      | 3                     | 12                  | –                    | –                | 18               |                  |                  |                  |                  |                  |
| Irlande                                           | –                    |                        | 2                    | –                    | –                     | –                     | 1                     | –                                | –                      | 1                      | –                    | 2                    | –                   | –                        | –                   | –                    | –                   | –                    | –                    | –                       | –                      | –                    | –                      | –                | –                     | –                 | –                      | –                | –                    | 6                      | –                      | 7                    | –                | 6                               | –                      | –                     | –                   | –                    | –                | 25               |                  |                  |                  |                  |                  |
| Grèce                                             | 7                    | –                      | 8                    | 10                   | 12                    | 3                     | –                     | 1                                | 6                      | 7                      | –                    | –                    | –                   | 8                        | –                   |                      | 8                   | –                    | 4                    | –                       | 5                      | 5                    | –                      | –                | 7                     | –                 | 12                     | –                | –                    | –                      | 12                     | 12                   | 3                | –                               | –                      | 2                     | –                   | –                    | 3                | 140              |                  |                  |                  |                  |                  |
| Royaume-Uni                                       | –                    | 4                      | –                    | –                    | 1                     | –                     | –                     | –                                | –                      | –                      | –                    | –                    | –                   | –                        | 2                   | –                    | –                   | –                    | –                    | –                       | –                      | –                    | –                      | –                | –                     | –                 | –                      | –                | –                    | –                      | –                      |                      | –                | –                               | –                      | –                     | 3                   | –                    | –                | 10               |                  |                  |                  |                  |                  |
| Géorgie                                           | –                    | 5                      | –                    | –                    | –                     | 5                     | 7                     | 4                                | 4                      | –                      | 1                    | 8                    | 10                  | –                        | 8                   | 5                    | 2                   | –                    | –                    | 1                       | –                      | 6                    | 7                      | –                | –                     | 1                 | 5                      | 12               | 7                    | 1                      | 4                      | –                    | –                | 5                               | 5                      | 5                     |                     | 6                    | 12               | 136              |                  |                  |                  |                  |                  |
| Turquie                                           | 8                    | 1                      | 10                   | 3                    | 8                     |                       | 12                    | –                                | 10                     | 3                      | 2                    | 6                    | –                   | –                        | 12                  | –                    | –                   | 6                    | 12                   | 3                       | –                      | 10                   | 8                      | –                | –                     | 2                 | –                      | 4                | 3                    | 3                      | 6                      | 10                   | 8                | –                               | 10                     | –                     | 5                   | 5                    | –                | 170              |                  |                  |                  |                  |                  |
| Albanie                                           | 1                    | –                      | 1                    | –                    |                       | 7                     | 5                     | 2                                | 5                      | –                      | –                    | –                    | –                   | –                        | –                   | 10                   | 7                   | –                    | –                    | –                       | –                      | –                    | –                      | –                | –                     | –                 | –                      | –                | –                    | 8                      | 3                      | 1                    | –                | –                               | 12                     | –                     | –                   | –                    | –                | 62               |                  |                  |                  |                  |                  |
| Islande                                           | –                    | –                      | 4                    | –                    | –                     | –                     | –                     | –                                | –                      | 5                      | –                    | 4                    | –                   | –                        | –                   | 3                    |                     | 3                    | –                    | –                       | –                      | –                    | –                      | –                | 6                     | 6                 | –                      | –                | 2                    | –                      | 8                      | –                    | –                | –                               | –                      | –                     | –                   | –                    | –                | 41               |                  |                  |                  |                  |                  |
| Ukraine                                           | 5                    | –                      | –                    | 7                    | –                     | 1                     | –                     | 3                                | –                      | –                      | –                    | –                    | 7                   | –                        | 10                  | –                    | –                   | –                    | 2                    | –                       | –                      | 7                    |                        | 7                | –                     | –                 | 6                      | 6                | 10                   | –                      | –                      | 5                    | 7                | 2                               | –                      | 8                     | 7                   | –                    | 8                | 108              |                  |                  |                  |                  |                  |
| France                                            | –                    | 6                      | 3                    | 4                    | –                     | –                     | 3                     | –                                | 3                      | 8                      | 3                    | 1                    | –                   | 7                        | –                   | 8                    | 6                   | 7                    |                      | 2                       | –                      | –                    | –                      | –                | 2                     | 4                 | 3                      | –                | –                    | –                      | –                      | 2                    | –                | 3                               | 1                      | –                     | –                   | –                    | 6                | 82               |                  |                  |                  |                  |                  |
| Roumanie                                          |                      | 7                      | –                    | 6                    | 5                     | 2                     | –                     | 6                                | 2                      | –                      | 7                    | –                    | 3                   | 10                       | 7                   | 4                    | 5                   | 8                    | –                    | 10                      | 1                      | –                    | 2                      | 3                | 5                     | 10                | 8                      | 2                | 1                    | 4                      | –                      | 8                    | 5                | 8                               | –                      | 12                    | –                   | 10                   | 1                | 162              |                  |                  |                  |                  |                  |
| Russie                                            | –                    | –                      | –                    | –                    | –                     | 4                     | –                     | –                                | –                      | –                      | –                    | 10                   |                     | 2                        | 3                   | –                    | –                   | –                    | –                    | –                       | 6                      | –                    | 10                     | 8                | –                     | –                 | –                      | 5                | 12                   | –                      | –                      | –                    | –                | 10                              | –                      | 10                    | –                   | –                    | 10               | 90               |                  |                  |                  |                  |                  |
| Arménie                                           | 6                    | –                      | 7                    | 1                    | –                     | 6                     | –                     | 5                                | –                      | –                      | –                    | –                    | 12                  | –                        | –                   | 7                    | –                   | –                    | 6                    | 8                       | 4                      | 8                    | 6                      | 1                | –                     | –                 | 7                      | –                | 5                    | –                      | 7                      | –                    | 12               | 12                              | 4                      | 6                     | 10                  | 1                    |                  | 141              |                  |                  |                  |                  |                  |
| Allemagne                                         | 3                    | 8                      |                      | 8                    | 10                    | 10                    | 6                     | 7                                | 8                      | 12                     | 10                   | 12                   | 6                   | 1                        | 1                   | 2                    | 3                   | 12                   | 3                    | 12                      | 12                     | 3                    | 5                      | 12               | 4                     | 12                | 4                      | 10               | –                    | 12                     | 10                     | 4                    | 4                | –                               | 8                      | –                     | –                   | 12                   | –                | 246              |                  |                  |                  |                  |                  |
| Portugal                                          | –                    | –                      | 6                    | 2                    | –                     | –                     | –                     | –                                | –                      | –                      | –                    | –                    | –                   |                          | –                   | –                    | 1                   | 4                    | 8                    | 6                       | –                      | –                    | –                      | 6                | 1                     | –                 | –                      | –                | –                    | 5                      | –                      | –                    | –                | –                               | –                      | –                     | –                   | –                    | 4                | 43               |                  |                  |                  |                  |                  |
| Israël                                            | –                    | –                      | –                    | –                    | 4                     | –                     | –                     | –                                | 1                      | 10                     | 6                    | –                    | –                   | –                        | 5                   | –                    | –                   | –                    | 1                    | –                       | 8                      | –                    | 3                      | –                | –                     | 5                 | 2                      | –                | 8                    | –                      | –                      | 3                    | 10               |                                 | –                      | 1                     | 4                   | –                    | –                | 71               |                  |                  |                  |                  |                  |
| Danemark                                          | 12                   | 12                     | –                    | –                    | 2                     | –                     | 2                     | 12                               | –                      | 2                      | 12                   | 5                    | 1                   | 4                        | 4                   | –                    | 12                  |                      | –                    | 4                       | 7                      | –                    | –                      | 10               | 8                     | 8                 | –                      | 3                | –                    | –                      | –                      | 6                    | 2                | 4                               | 2                      | –                     | –                   | 8                    | 5                | 149              |                  |                  |                  |                  |                  |
| Le tableau suit l'ordre de passage des candidats. |                      |                        |                      |                      |                       |                       |                       |                                  |                        |                        |                      |                      |                     |                          |                     |                      |                     |                      |                      |                         |                        |                      |                        |                  |                       |                   |                        |                  |                      |                        |                        |                      |                  |                                 |                        |                       |                     |                      |                  |                  |                  |                  |                  |                  |                  |

| Place | Téléspectateurs    | Points | Jurys              | Points |
| ----- | ------------------ | ------ | ------------------ | ------ |
| 1     | Allemagne          | 243    | Allemagne          | 187    |
| 2     | Turquie            | 177    | Belgique           | 185    |
| 3     | Danemark           | 174    | Roumanie           | 167    |
| 4     | Arménie            | 166    | Géorgie            | 160    |
| 5     | Azerbaïdjan        | 161    | Israël             | 134    |
| 6     | Roumanie           | 155    | Ukraine            | 129    |
| 7     | Grèce              | 152    | Danemark           | 121    |
| 8     | France             | 151    | Turquie            | 119    |
| 9     | Géorgie            | 127    | Azerbaïdjan        | 116    |
| 10    | Serbie             | 110    | Arménie            | 116    |
| 11    | Russie             | 107    | Grèce              | 110    |
| 12    | Espagne            | 106    | Albanie            | 97     |
| 13    | Ukraine            | 94     | Portugal           | 69     |
| 14    | Belgique           | 76     | Bosnie-Herzégovine | 65     |
| 15    | Islande            | 40     | Russie             | 63     |
| 16    | Bosnie-Herzégovine | 35     | Irlande            | 62     |
| 17    | Albanie            | 35     | Norvège            | 61     |
| 18    | Moldavie           | 28     | Chypre             | 57     |
| 19    | Israël             | 27     | Islande            | 57     |
| 20    | Portugal           | 24     | Espagne            | 43     |
| 21    | Norvège            | 18     | Serbie             | 37     |
| 22    | Biélorussie        | 18     | France             | 34     |
| 23    | Chypre             | 16     | Moldavie           | 33     |
| 24    | Irlande            | 15     | Biélorussie        | 22     |
| 25    | Royaume-Uni        | 7      | Royaume-Uni        | 18     |

## Prix Marcel-Bezençon
| Catégorie                                   | Pays   | Artiste(s)  | Chanson       | Place | Points |
| ------------------------------------------- | ------ | ----------- | ------------- | ----- | ------ |
| Prix de la meilleure performance artistique | Israël | Harel Skaat | Milim (מילים) | 14    | 71     |
| Prix de la presse                           | Israël | Harel Skaat | Milim (מילים) | 14    | 71     |
| Prix de la meilleure composition            | Israël | Harel Skaat | Milim (מילים) | 14    | 71     |

## Télédiffuseurs
| Ordre | Pays               | Télédiffuseur(s)        | Commentateur(s)                           | Porte-parole                 |
| ----- | ------------------ | ----------------------- | ----------------------------------------- | ---------------------------- |
| 05    | Albanie            | RTSH                    | Leon Menkshi                              | Leon Menkshi                 |
| 03    | Allemagne          | Das Erste               | Peter Urban                               | Hape Kerkeling               |
| 03    | Allemagne          | NRD 2                   | Thomas Mohr & Tim Frühling                | Hape Kerkeling               |
| 39    | Arménie            | Arménie 1               | Hrachuhi Utmazyan & Khoren Levonyan       | Nazeni Hovhannisyan          |
| 15    | Azerbaïdjan        | İTV                     | Hüsniyyə Məhərrəmova                      | Tamilla Shirinova            |
| 31    | Belgique           | La Une                  | Jean-Pierre Hautier & Jean-Louis Lahaye   | Katja Retsin                 |
| 31    | Belgique           | La Première             | Patrick Duhamel & Corinne Boulangier      | Katja Retsin                 |
| 31    | Belgique           | Één                     | André Vermeulen & Bart Peeters            | Katja Retsin                 |
| 31    | Belgique           | Radio 2                 | Michel Follet & Sven Pichal               | Katja Retsin                 |
| 29    | Biélorussie        | BTRC                    | Denis Kuryan                              | Aleksei Grishin              |
| 09    | Bosnie-Herzégovine | BHT1                    | Dejan Kukrić                              | Ivana Vidmar                 |
| 22    | Bulgarie           | BNT                     | Elena Rosberg & Georgi Kushvaliev         | Desislava Dobreva            |
| 27    | Chypre             | RIK 1                   | Melina Karageorgiou                       | Christína Metaxá             |
| 27    | Chypre             | CyBC Radio 2            | Nathan Morley                             | Christína Metaxá             |
| 07    | Croatie            | HRT                     | Duško Čurlić                              | Mila Horvat                  |
| 18    | Danemark           | DR1                     | Nicolaj Molbech                           | Bryan Rice                   |
| 20    | Espagne            | TVE1                    | José Luis Uribarri                        | Ainhoa Arbizu                |
| 12    | Estonie            | ETV                     | Marko Reikop & Sven Lõhmus                | Rolf Roosalu                 |
| 10    | Finlande           | YLE TV2                 | Jaana Pelkonen & Asko Murtomäki           | Johanna Pirttilahti          |
| 10    | Finlande           | YLE Radio Suomi         | Sanna Kojo & Jorma Hietamäki              | Johanna Pirttilahti          |
| 19    | France             | France 4 (Demi-finale)  | Peggy Olmi & Yann Renoard                 | Audrey Chauveau              |
| 19    | France             | France 3 (Finale)       | Stéphane Bern & Cyril Hanouna             | Audrey Chauveau              |
| 37    | Géorgie            | GPB                     | Sopho Altunashvili                        | Mariam Vashadze              |
| 16    | Grèce              | NET                     | Rika Vagiani                              | Alexis Kostalas              |
| 02    | Irlande            | RTÉ One                 | Marty Whelan                              | Derek Mooney                 |
| 02    | Irlande            | RTÉ Radio 1             | Irene McCoubrey                           | Derek Mooney                 |
| 17    | Islande            | Sjónvarpið              | Sigmar Guðmundsson                        | Yohanna                      |
| 34    | Israël             | Aroutz 1                | pas de commentateur                       | Ofer Nachshon                |
| 24    | Lettonie           | LTV                     | Kārlis Streips                            | Kārlis Būmeisters            |
| 28    | Lituanie           | LRT                     | Darius Užkuraitis                         | Giedrius Masalskis           |
| 35    | Macédoine          | MTV 1                   | Karolina Petkovska                        | Maja Daniels                 |
| 25    | Malte              | PBS                     | Valerie Vella                             | Chiara Siracusa              |
| 36    | Moldavie           | TRM                     | Marcel Spătari                            | Tanya Cerga                  |
| 26    | Norvège            | NRK1                    | Olav Viksmo-Slettan                       | Anne Rimmen                  |
| 33    | Pays-Bas           | Nederland 1             | Cornald Maas & Daniël Dekker              | Yolanthe Cabau van Kasbergen |
| 08    | Pologne            | TVP 1                   | Artur Orzech                              | Aleksandra Rosiak            |
| 14    | Portugal           | RTP1                    | Sérgio Mateus                             | Ana Galvão                   |
| 01    | Roumanie           | TVR1                    | Leonard Miron & Gianina Corondan          | Malvina Cservenschi          |
| 32    | Royaume-Uni        | BBC Three (Demi-finale) | Paddy O’Connell & Sarah Cawood            | Scott Mills                  |
| 32    | Royaume-Uni        | BBC One (Finale)        | Graham Norton                             | Scott Mills                  |
| 32    | Royaume-Uni        | BBC Radio 2             | Ken Bruce                                 | Scott Mills                  |
| 13    | Russie             | Perviy Kanal            | Dmitry Guberniev & Olga Shelest           | Oxana Fedorova               |
| 04    | Serbie             | RTS1                    | Dragoljub Ilić & Duška Vučinić-Lučić      | Maja Nikolić                 |
| 21    | Slovaquie          | STV                     | Roman Bomboš                              | Ľubomír Bajaník              |
| 11    | Slovénie           | SLO1                    | Andrej Hofer                              | Andrea F                     |
| 38    | Suède              | SVT1                    | Christine Meltzer Lind & Edward af Sillén | Eric Saade                   |
| 30    | Suisse             | TSR 2                   | Jean-Marc Richard & Nicolas Tanner        | Christa Rigozzi              |
| 30    | Suisse             | SF Zwei                 | Sven Epiney                               | Christa Rigozzi              |
| 30    | Suisse             | RSI La 1                | Sandy Altermatt                           | Christa Rigozzi              |
| 06    | Turquie            | TRT 1                   | Bülend Özveren                            | Meltem Ersan Yazgan          |
| 23    | Ukraine            | NTU                     | Tymur Miroshnychenko                      | Iryna Zhuravska              |
| 23    | Ukraine            | NRU                     | Pavlo Shylko                              | Iryna Zhuravska              |